# Đảng Thống nhất Quốc gia Thái Lan
Đảng Thống nhất Quốc gia Thái Lan (tiếng Thái: พรรครวมไทยสร้างชาติ, tiếng Anh: United Thai Nation Party, Chuyển tự Hoàng gia: Phak Ruam Thai Sang Chart) là một đảng chính trị thân quân đội của Thái Lan. Trong cuộc tổng tuyển cử Thái Lan năm 2023, thủ tướng Prayut Chan-o-cha đã gia nhập đảng này và ra tranh cử với tư cách là ứng cử viên thủ tướng. Đảng đã giành được 36 ghế tại Hạ viện, trở thành đảng lớn thứ năm ở Thái Lan và hiện đang tham gia liên minh cầm quyền với Đảng Vì nước Thái. Đảng Thống nhất Quốc gia Thái Lan được mô tả là bảo thủ, vừa ủng hộ quân đội và vừa ủng hộ chế độ quân chủ.

## Lịch sử
Đảng Thống nhất Quốc gia Thái Lan được đăng ký thành lập vào ngày 31 tháng 3 năm 2021 với Senkaku Atthawong là người sáng lập đảng. Văn phòng đầu tiên của đảng đặt tại 169/98 Serm Sub Building Ratchadapisek Rd, Ratchadaphisek Subdistrict, Din Daeng District, Bangkok.
Vào ngày 25 tháng 3 năm 2023, tại Trung tâm triển lãm và hội nghị IMPACT Muang Thong Thani, đảng đã tổ chức một sự kiện ra mắt tất cả 400 ứng cử viên ứng cử dân biểu hạ viện trên toàn quốc. Sự kiện này bao gồm việc đề cử Prayut Chan-o-cha với tư cách là ứng cử viên thủ tướng của đảng. Sau khi thất bại tại cuộc tổng tuyển cử năm 2023 vì chỉ giành được 36 ghế, Prayut Chan-o-cha tuyên bố quyết định từ chức trong đảng và rút lui khỏi chính trường vào ngày 11 tháng 7 năm 2023.

## Kết quả bầu cử
| Bầu cử | Tổng số ghế giành được tại Hạ viện | Tổng số phiếu bầu | Tỉ lệ  | Kết quả bầu cử                                     | Lãnh đạo bầu cử   |
| ------ | ---------------------------------- | ----------------- | ------ | -------------------------------------------------- | ----------------- |
| 2023   | 36 / 500                           | 4,673,691         | 11.90% | 36 ghế; Đối tác cấp dưới trong liên minh cầm quyền | Prayut Chan-o-cha |